# Медаль Говарда Поттса
Медаль Говарда Поттса — приз за научные и технические достижения, вручаемый с 1911 по 1991 годы Институтом Франклина (г. Филадельфии, штат Пенсильвания, США). Её лауреатами были известные учёные, в том числе 4 лауреата Нобелевской премии.
С 1998 года вручаются Медали Бенджамина Франклина — набор из медалей за достижения в разных областях.

## Лауреаты
Список лауреатов:
- 1911 — Уильям Кобленц
- 1912 — Уильям Артур Бон[англ.]
- 1913 — James A. Bizzell
- 1913 — Thomas Lyttleton Lyon
- 1914 — Ральф Моджески[англ.]
- 1916 — William Jackson Humphreys
- 1916 — William Spencer Murray
- 1917 — Ulric Dahlgren
- 1918 — Alexander Gray
- 1918 — Артур Кеннелли[англ.]
- 1918 — Louis Vessot King
- 1919 — Reynold Janney
- 1919 — Clarence P. Landreth
- 1919 — Harvey D. Williams
- 1920 — Wendell Addison Barker
- 1920 — Edward P. Bullard, Jr.
- 1921 — Макколлум, Элмер
- 1921 — Alfred O. Tate
- 1922 — Ernest George Coker
- 1922 — Charles R. Downs
- 1922 — Richard Bishop Moore
- 1922 — J. M. Weiss
- 1923 — Халл, Альберт
- 1924 — Джон Андерсон
- 1924 — William Gaertner
- 1925 —  Вильсон, Чарлз Томсон Риз
- 1926 — Уильям Дэвид Кулидж
- 1926 — Howard W. Matheson
- 1927 — George E. Beggs
- 1927 — Marion Eppley
- 1928 — Eugene C. Sullivan
- 1928 — William C. Taylor
- 1928 — Oscar G. Thurow
- 1931 — Benno Strauss
- 1932 —  Томсон, Джордж Паджет
- 1933 — Сикорский, Игорь Иванович
- 1934 — Ernst Georg Fischer
- 1936 — Венинг-Мейнес, Феликс Андрис
- 1937 — John Clyde Hostetter
- 1938 — Lars Olai Grondahl
- 1939 — Newcomb K. Chaney
- 1939 — H. Jermain Creighton
- 1941 — Эджертон, Гарольд Юджин
- 1942 — Бимс, Джесс[англ.]
- 1942 — Harcourt Colborne Drake
- 1942 — Лио, Бернар
- 1943 — Don Francisco Ballen
- 1943 — Paul Renno Heyl
- 1945 — Edwin Albert Link
- 1946 — Боуэн, Айра Спрейг
- 1946 — Эдлен, Бенгт[англ.]
- 1946 — Sanford Alexander Moss
- 1947 — Зворыкин, Владимир Козьмич
- 1948 — Эжен Гудри
- 1948 — Clarence A. Lovell
- 1948 — David Bigelow Parkinson
- 1949 — Эккерт, Джон Преспер
- 1949 — Clinton Richards Hanna
- 1949 — Мокли, Джон
- 1950 — Merle Anthony Tuve
- 1951 — Basil A. Adams
- 1951 — Clifford M. Foust
- 1951 — Eric Leighton Holmes
- 1956 — Лэнд, Эдвин Герберт
- 1958 — William Nelson Goodwin, Jr.
- 1958 — Emanuel Rosenberg
- 1959 — George W. Morey
- 1960 — Дрейпер, Чарльз Старк
- 1962 — Wilbur H. Goss
- 1964 — Мюллер, Эрвин Вильгельм
- 1965 — Кокерелл, Кристофер
- 1966 — Robert Kunin
- 1967 — Молл, Джон[англ.]
- 1968 — Фокке, Генрих
- 1969 — Гиорсо, Альберт
- 1969 — Гинзбург, Чарльз
- 1970 — Кусто, Жак-Ив
- 1971 — William David McElroy
- 1972 — Пикар, Жак
- 1973 — Воллюм, Говард[англ.]
- 1974 — Форрестер, Джей
- 1975 — LeGrand G. Van Uitert
- 1976 — Кволек, Стефани
- 1976 — Paul W. Morgan
- 1977 —  Хаунсфилд, Годфри
- 1978 — Michael Szwarc
- 1979 — Крэй, Сеймур
- 1979 — Уиткомб, Ричард[англ.]
- 1980 — Stanley G. Mason
- 1981 — Ламм, Уно
- 1982 — Charles Gilbert Overberge
- 1983 — George G. Guilbault
- 1983 —  Лотербур, Пол
- 1985 — Уильям Кокрейн[англ.]
- 1986 — Крускал, Мартин
- 1986 — Норман Забуски
- 1988 — Dudley Dean Fuller
- 1989 — Отли, Чарльз Вильям[англ.]
- 1991 — Richard E. Morley